# Clea DuVall
Clea Helen D'Etienne DuVall (Los Angeles, 25 settembre 1977) è un'attrice e regista statunitense.

## Biografia
Nasce a Los Angeles, California, figlia unica di Rosemary e Stephen DuVall. I suoi genitori divorziano quando ha 12 anni e dopo il secondo matrimonio della madre, Clea abbandona la scuola per andare a vivere da sola. Decide di voler tentare la carriera da attrice e si iscrive alla Los Angeles County High School of the Arts; contemporaneamente lavora per mantenersi da sola.

### Carriera
Il suo debutto avviene con una piccola parte in Little Witches. Il primo lavoro importante è rappresentato dal film di Robert Rodriguez The Faculty, del 1998, dove partecipano anche Elijah Wood e Josh Hartnett. In seguito ottiene ruoli principali in diverse produzioni, tra cui Ragazze interrotte, The Astronaut's Wife - La moglie dell'astronauta, Kiss Me, Fantasmi da Marte e Tredici variazioni sul tema.
Dopo aver partecipato a The Laramie Project, Identità e 21 grammi, Clea DuVall prende parte alla serie HBO vincitrice di un Emmy Award Carnivàle, prodotta in due stagioni dal 2003 al 2005. Intanto recita in Helter Skelter, che le fa guadagnare una nomination ai Satellite Awards e The Grudge, al fianco di Sarah Michelle Gellar.
Nel 2007 appare in Zodiac di David Fincher, ha inoltre un ruolo nella celebre serie televisiva Heroes. Ha diretto un cortometraggio dal titolo It's Not Easy Being Green, dove recita al fianco di Leisha Hailey e Carla Gallo. Nel 2012 viene scelta da Ryan Murphy per interpretare la fidanzata di Lana Winters, protagonista della seconda stagione della serie antologica American Horror Story.

## Vita privata
Clea DuVall è dichiaratamente lesbica e ha avuto una relazione con Summer Phoenix nel 2002 e con Camila Grey nel 2007.

## Filmografia

### Attrice

#### Cinema
- Little Witches, regia di Jane Simpson (1996)
- Niagara, Niagara, regia di Bob Gosse (1997)
- Allarme mortale (Life During Wartime), regia di Evan Dunsky (1997)
- The Faculty, regia di Robert Rodriguez (1998)
- Giovani, pazzi e svitati (Can't Hardly Wait), regia di Harry Elfont e Deborah Kaplan (1998)
- Kiss Me (She's All That), regia di Robert Iscove (1999)
- Sleeping Beauties, regia di Jamie Babbit – cortometraggio (1999)
- The Astronaut's Wife - La moglie dell'astronauta (The Astronaut's Wife), regia di Rand Ravich (1999)
- Gonne al bivio (But I'm a Cheerleader), regia di Jamie Babbit (1999)
- Ragazze interrotte (Girl, Interrupted), regia di James Mangold (1999)
- Fiore bruciato (Wildflowers), regia di Melissa Painter (1999)
- Lui, lei e gli altri (Committed), regia di Lisa Krueger (2000)
- Fantasmi da Marte (Ghosts of Mars), regia di John Carpenter (2001)
- Tredici variazioni sul tema (Thirteen Conversations About One Thing), regia di Jill Sprecher (2001)
- The Slaughter Rule, regia di Alex Smith, Andrew J. Smith (2002)
- Identità (Identity), regia di James Mangold (2003)
- 21 grammi (21 Grams), regia di Alejandro González Iñárritu (2003)
- The Grudge, regia di Takashi Shimizu (2004)
- Two Weeks, regia di Steve Stockman (2006)
- Zodiac, regia di David Fincher (2007)
- Ten Inch Hero, regia di David Mackay (2007)
- Anamorph - I ritratti del serial killer (Anamorph), regia di Henry Miller (2007)
- Passengers - Mistero ad alta quota (Passengers), regia di Rodrigo García (2008)
- The Killing Room, regia di Jonathan Liebesman (2009)
- Conviction, regia di Tony Goldwyn (2010)
- Argo, regia di Ben Affleck (2012)
- Armed Response, regia di Adam Beamer e Evan Beamer (2013)
- Jackie & Ryan, regia di Ami Canaan Mann (2014)
- Heaven's Floor, regia di Lori Stoll (2014)
- Addicted to Fresno, regia di Jamie Babbit (2015)
- The Intervention, regia di Clea DuVall (2016)

#### Televisione
- E.R. - Medici in prima linea (ER) – serie TV, episodi 3x14-3x16 (1997)
- Innocenti evasioni (On the Edge of Innocence), regia di Peter Werner – film TV (1997)
- Buffy l'ammazzavampiri (Buffy the Vampire Slayer) – serie TV, episodio 1x11 (1997)
- Popular – serie TV, episodi 1x16-1x21 (2000)
- Il fuggitivo (The Fugitive) – serie TV, episodi 1x15-1x16 (2001)
- Il mostro oltre lo schermo (How to Make a Monster), regia di George Huang – film TV (2001)
- The Laramie Project, regia di Moisés Kaufman – film TV (2002)
- Carnivàle – serie TV, 23 episodi (2003-2005)
- Helter Skelter, regia di John Gray – film TV (2004)
- CSI - Scena del crimine (CSI: Crime Scene Investigation) – serie TV, episodio 6x04 (2005)
- Heroes – serie TV, 7 episodi (2006-2007)
- Grey's Anatomy – serie TV, episodi 4x12-4x13 (2008)
- Law & Order - Unità vittime speciali (Law & Order: Special Victims Unit) – serie TV, episodio 10x08 (2008)
- La foresta dei misteri (The Watch), regia di Jim Donovan – film TV (2008)
- Lie to Me – serie TV, episodio 1x12 (2009)
- Saving Grace – serie TV, episodio 3x09 (2009)
- Numb3rs – serie TV, episodio 6x13 (2010)
- Private Practice – serie TV, episodio 3x16 (2010)
- Bones – serie TV, episodio 5x15 (2010)
- Law & Order - I due volti della giustizia (Law & Order) – serie TV, episodio 20x20 (2010)
- The Event – serie TV, episodi 1x11-1x12-1x13 (2010-2011)
- CSI: Miami – serie TV, episodio 9x18 (2011)
- American Horror Story – serie TV, 5 episodi (2012-2013)
- The Newsroom – serie TV, episodi 3x03-3x04 (2014)
- Il caso di Lizzie Borden (Lizzie Borden Took an Ax), regia di Nick Gomez – film TV (2014)
- Better Call Saul – serie TV, episodi 1x05-2x10-3x08 (2015-2017)
- The Lizzie Borden Chronicles – miniserie TV, 8 puntate (2015)
- New Girl – serie TV, episodio 5x07 (2016)
- Veep - Vicepresidente incompetente (Veep) – serie TV, 26 episodi (2016-2019)
- The Handmaid's Tale – serie TV, 5 episodi (2018-2022)
- The Romanoffs – serie TV, episodio 1x7 (2018)
- RuPaul's Drag Race – reality show, episodio 11x08 (2019)
- Broad City – serie TV, episodi 5x05-5x06-5x07 (2019)
- The First Lady - serie TV, 8 episodi (2022)

### Regista
- The Intervention (2016)
- Non ti presento i miei (Happiest Season) (2020)
- Cercando Alaska (Looking for Alaska) – miniserie TV, puntata 1x5 (2019)

### Sceneggiatrice
- The Intervention, regia di Clea DuVall (2016)
- Non ti presento i miei (Happiest Season), regia di Clea DuVall (2020)

### Produttrice
- Armed Response, regia di Adam Beamer e Evan Beamer (2013)
- The Intervention, regia di Clea DuVall (2016)
- Non ti presento i miei (Happiest Season), regia di Clea DuVall (2020)

## Riconoscimenti
- Florida Film Critics Circle Awards
  - 2003 – Miglior cast per Tredici variazioni sul tema
- Phoenix Film Critics Society Awards
  - 2003 – Miglior cast per 21 grammi

## Doppiatrici italiane
Nelle versioni in italiano delle opere in cui ha recitato, Clea DuVall è stata doppiata da:
- Daniela Calò in Carnivàle, Heroes, Two Weeks, Passengers - Mistero ad alta quota, The Lizzie Borden Chronicles
- Monica Bertolotti in The Faculty, The Killing Room, American Horror Story
- Domitilla D'Amico in Law & Order - Unità vittime speciali, The First Lady
- Laura Lenghi in Anamorph - I ritratti del serial killer, Argo
- Daniela Abbruzzese ne La foresta dei misteri, Better Call Saul
- Monica Vulcano in Buffy l'ammazzavampiri
- Silvia Tognoloni in Kiss Me
- Laura Latini in The Astronaut's Wife - La moglie dell'astronauta
- Emanuela Amato in Gonne al bivio
- Giovanna Martinuzzi in Ragazze interrotte
- Eleonora De Angelis in Fantasmi da Marte
- Valentina Carnelutti in Tredici variazioni sul tema
- Tiziana Avarista in Identità
- Giò Giò Rapattoni in 21 grammi
- Alessandra Grado in The Grudge
- Laura Romano in Jackie & Ryan
- Letizia Ciampa in CSI - Scena del crimine
- Antonella Baldini in Grey's Anatomy
- Tatiana Dessi in CSI: Miami
- Selvaggia Quattrini in The Romanoffs